# Cicurina
Cicurina este un gen de păianjeni din familia Dictynidae.

## Specii[1]
- Cicurina aenigma
- Cicurina alpicora
- Cicurina anhuiensis
- Cicurina arcata
- Cicurina arcuata
- Cicurina arizona
- Cicurina arkansa
- Cicurina armadillo
- Cicurina atomaria
- Cicurina bandera
- Cicurina bandida
- Cicurina baronia
- Cicurina barri
- Cicurina blanco
- Cicurina breviaria
- Cicurina brevis
- Cicurina browni
- Cicurina brunsi
- Cicurina bryantae
- Cicurina bullis
- Cicurina buwata
- Cicurina caliga
- Cicurina calyciforma
- Cicurina cavealis
- Cicurina caverna
- Cicurina cicur
- Cicurina coahuila
- Cicurina colorada
- Cicurina coryelli
- Cicurina cueva
- Cicurina davisi
- Cicurina delrio
- Cicurina deserticola
- Cicurina dorothea
- Cicurina eburnata
- Cicurina ezelli
- Cicurina gertschi
- Cicurina gruta
- Cicurina harrietae
- Cicurina hexops
- Cicurina holsingeri
- Cicurina hoodensis
- Cicurina idahoana
- Cicurina intermedia
- Cicurina itasca
- Cicurina iviei
- Cicurina japonica
- Cicurina jiangyongensis
- Cicurina jonesi
- Cicurina joya
- Cicurina kimyongkii
- Cicurina leona
- Cicurina loftini
- Cicurina ludoviciana
- Cicurina machete
- Cicurina maculifera
- Cicurina maculipes
- Cicurina madla
- Cicurina marmorea
- Cicurina maya
- Cicurina mckenziei
- Cicurina medina
- Cicurina menardia
- Cicurina microps
- Cicurina mina
- Cicurina minima
- Cicurina minnesota
- Cicurina minorata
- Cicurina mirifica
- Cicurina mixmaster
- Cicurina modesta
- Cicurina neovespera
- Cicurina nevadensis
- Cicurina obscura
- Cicurina oklahoma
- Cicurina orellia
- Cicurina pablo
- Cicurina pacifica
- Cicurina pagosa
- Cicurina pallida
- Cicurina pampa
- Cicurina paphlagoniae
- Cicurina parma
- Cicurina pastura
- Cicurina patei
- Cicurina peckhami
- Cicurina phaselus
- Cicurina placida
- Cicurina platypus
- Cicurina porteri
- Cicurina puentecilla
- Cicurina pusilla
- Cicurina rainesi
- Cicurina reclusa
- Cicurina reddelli
- Cicurina reyesi
- Cicurina rhodiensis
- Cicurina riogrande
- Cicurina robusta
- Cicurina rosae
- Cicurina rudimentops
- Cicurina russelli
- Cicurina sansaba
- Cicurina secreta
- Cicurina selecta
- Cicurina serena
- Cicurina shasta
- Cicurina sheari
- Cicurina sierra
- Cicurina simplex
- Cicurina sintonia
- Cicurina sprousei
- Cicurina stowersi
- Cicurina suttoni
- Cicurina tacoma
- Cicurina tersa
- Cicurina texana
- Cicurina tianmuensis
- Cicurina tortuba
- Cicurina travisae
- Cicurina troglobia
- Cicurina troglodytes
- Cicurina ubicki
- Cicurina utahana
- Cicurina uvalde
- Cicurina varians
- Cicurina wartoni
- Cicurina watersi
- Cicurina venefica
- Cicurina venii
- Cicurina vespera
- Cicurina vibora
- Cicurina wiltoni